# Karen Syberg
Karen Margherita Syberg (født 24. december 1945 i Odense) er en dansk forfatter, kønsforsker og feminist. Hun var i 1970 blandt rødstrømpebevægelsens stiftere og var med til at starte Femølejren i 1971. Hun er student fra Nyborg Gymnasium i 1964 og læste efterfølgende til reklametegner og studerede på Det Fynske Kunstakademi, hvilket hun dog afbrød efter et år, for at studere dansk og historie på Københavns Universitet. Disse fag forlod hun dog efter et par år og begyndte at læse litteraturvidenskab og blev uddannet mag.art. i 1975. Efter afsluttet kandidatstipendium blev hun ekstern lektor sammensteds. Hun har desuden skrevet i Politisk Revy og blev kulturredaktør på Information i 1985. Af bøger har hun skrevet en biografi om Tove Ditlevsen, samt en række romaner og essays.
Hun er datter af Franz Adolf Syberg og Gudrun Karen Marie Rasmussen og barnebarn af Fritz og Anna Syberg. Hun har desuden en to år yngre bror og en søn (født 1973).